# Masacres de árabes durante la Revolución de Zanzíbar
En enero de 1964, durante y después de la Revolución de Zanzíbar, los residentes árabes de Zanzíbar fueron víctimas de la violencia selectiva perpetrada por la mayoría de la población negra africana de la isla.Los árabes fueron asesinados en masa, violados, torturados y deportados de la isla por milicianos negros africanos del Partido Afro-Shirazi y el Partido Umma. Se desconoce el número exacto de muertos, aunque fuentes académicas estiman que el número de árabes asesinados se sitúa entre 13.000 y más de 20.000, aproximadamente una cuarta parte de la población árabe.Algunos, incluyendo varios académicos, lo han descrito como un acto de genocidio.
Los árabes dominaron la sociedad de Zanzíbar durante más de dos siglos, tanto en el ámbito político como en el económico. El levantamiento contra los árabes étnicos y la comunidad india ha sido en gran medida ignorado,y las masacres asociadas permanecen escasamente discutidas en las narrativas oficiales. Aunque la Revolución de Zanzíbar se conmemora públicamente como un levantamiento contra la esclavitud y la opresión, esta ya había sido formalmente abolida casi un siglo antes. No obstante, los episodios de violencia étnica suelen minimizarse o no mencionarse en absoluto.

## Fondo
El asentamiento árabe en Zanzíbar comenzó hace más de 1000 años, con la llegada de comerciantes a la isla.Debido al auge del imperialismo europeo en la región, Zanzíbar se convirtió en posesión colonial del Imperio portugués durante más de dos siglos, a partir del siglo XVI. Las élites zanzibaríes invitaron a los árabes y al Imperio omaní a ayudarlas a expulsar a sus amos coloniales. Los árabes lograron derrocar el dominio portugués en Zanzíbar y consolidaron su dominio.El Sultanato de Zanzíbar estaba gobernado por un sultán árabe y una clase dirigente mayoritariamente árabe.
La Revolución de Zanzíbar se inspiró en John Okello, un predicador africano de Uganda que pertenecía a la pequeña minoría cristiana de Zanzíbar. Su cristianismo no atraía a la población africana mayoritariamente musulmana de Zanzíbar, por lo que encontró en el odio racial una forma más efectiva de motivar a la gente a unirse a él.La revolución fue liderada por el Partido Afro-Shirazi y el Partido Umma. El Partido Afro-Shirazi era panafricanista e intentaba unir al pueblo shirazi con los africanos continentales, mientras que el Partido Umma era pequeño, radical y marxista.
La esclavitud en Zanzíbar había sido abolida en 1897, pero gran parte de la élite árabe que dominaba la política de la isla no se esforzaba en ocultar sus opiniones racistas hacia la mayoría negra, a la que consideraban inferior y apta únicamente para la esclavitud.En el Parlamento, el ministro de Finanzas Juma Aley respondió a preguntas de Abeid Karume diciendo insultantemente que no necesitaba responder a un simple “barquero”.En otro discurso parlamentario, Aley explicó además que si los árabes estaban sobrerrepresentados en el gabinete, no era por motivos raciales, sino porque las capacidades mentales de los negros eran, según él, extremadamente bajas, mientras que las de los árabes como él eran muy elevadas, comentario que enfureció a la mayoría negra. Los recuerdos del comercio de esclavos por parte de los árabes en el pasado (algunas personas mayores negras habían sido esclavizadas en su juventud), junto con la actitud abiertamente condescendiente de la élite árabe hacia la población negra en el presente, generaron un profundo odio hacia los árabes entre gran parte de la población negra, que consideraba ilegítimo al nuevo gobierno dominado por árabes.El gobierno tampoco contribuyó a ampliar su base de apoyo entre la mayoría negra, ya que recortó drásticamente el presupuesto destinado a las escuelas en las zonas con alta concentración de población negra. Dichos recortes presupuestarios fueron ampliamente interpretados como una señal de que el gobierno dominado por árabes buscaba relegar permanentemente a la población negra a un estatus de segunda clase.
Para el momento de la Revolución de Zanzíbar, la isla tenía una población de aproximadamente 300,000 personas, incluyendo unos 230,000 africanos negros, alrededor de 50,000 árabes y cerca de 20,000 indios.Además, varios cientos de comorenses (incluidos mahoreños) fueron asesinados durante el pogromo, al estar asociados con las élites árabes y el Partido Nacionalista de Zanzíbar (ZNP). En 1948, la comunidad comorense en Zanzíbar ascendía a 3,267 personas (aproximadamente el 1.2% de la población total), pero tras la revolución, el número se redujo a apenas unos pocos cientos como resultado de una limpieza étnica y una asimilación forzada. Se desconoce cuántos comorenses-zanzibaríes sobrevivieron ocultando su herencia y eventualmente se asimilaron a la población suajili-africana posterior a la revolución.Las comunidades anteriormente prósperas de parsis (zoroastrianos) y malgaches en Zanzíbar también llegaron a su fin abruptamente, ya que la gran mayoría fue expulsada o huyó del archipiélago durante ese periodo.

## Masacre
El diplomático estadounidense Don Petterson describió las matanzas de árabes por parte de la mayoría africana como un acto de genocidio, y escribió: «Genocidio no era un término tan utilizado en ese entonces como lo sería más adelante, pero es justo decir que, en algunas partes de Zanzíbar, la matanza de árabes fue un genocidio, pura y simplemente».Fue el mayor brote de violencia antiárabe en la historia poscolonial de África. Desde principios del siglo XIX, todos los residentes más ricos y privilegiados de la isla eran árabes o sudasiáticos. Tras una década de política revolucionaria, ellos y sus familiares menos acomodados fueron asesinados, forzados a emigrar o reducidos a la pobreza.
Los líderes de la Revolución de Zanzíbar alentaron a milicianos africanos negros a atacar a personas no negras, lo que condujo a una masacre. Miles de civiles árabes desarmados fueron asesinados.Motivados por el odio racial y por promesas de riqueza y mujeres, los milicianos africanos, enfurecidos, fueron de casa en casa asesinando, torturando y violando a todo árabe que encontraran. Las calles de Zanzíbar se llenaron de cadáveres ensangrentados, con numerosos casos de cuerpos mutilados.Muchas tiendas de propiedad india fueron saqueadas e incendiadas, y algunos indios también fueron asesinados. Las propiedades árabes fueron expropiadas.Tras la masacre selectiva, miles de personas fueron internadas en campos y posteriormente deportadas por la fuerza.Se invadieron viviendas y se persiguió a personas de piel más clara con intención de exterminarlas, muchas veces de manera brutal, hasta el punto de que no quedaban cuerpos que pudieran ser enterrados. Presuntamente, Okello alardeó de haber matado personalmente a más de 8,000 personas.El asesinato de prisioneros árabes, su entierro en fosas comunes, las marchas de la muerte y las ejecuciones fueron documentadas por un equipo italiano que filmó desde un helicóptero para el documental Africa Addio. Esa secuencia contiene el único testimonio visual conocido de las matanzas.La película fue inicialmente prohibida en Zanzíbar, pero con el tiempo se ha hecho ampliamente conocida y ha generado opiniones divididas: algunos la consideran un archivo histórico de los hechos, mientras que otros (frecuentemente involucrados en la revolución) sostienen que las imágenes fueron escenificadas o exageradas.Miles de personas huyeron de Zanzíbar, aunque muchas no pudieron salir y se vieron forzadas a "vivir en la sombra, buscando más ser olvidadas que recuperar los privilegios perdidos".Las bandas rebeldes también atacaron específicamente el patrimonio islámico de Zanzíbar. La mayoría de los manuscritos en árabe de los Archivos Nacionales de Zanzíbar fueron vandalizados. Coranes y otros libros islámicos fueron quemados en las calles, a pesar de que el 98 % de la población de Zanzíbar era musulmana.

## Número de muertos
El historiador Jonathon Glassman estimó que Zanzíbar perdió una cuarta parte o más de su población árabe hacia finales de 1964, debido a expulsiones, huidas o asesinatos en masa. Okello afirmó que 11,995 árabes fueron asesinados y 21,462 detenidos.Ali Muhsin, el primer ministro derrocado, estimó que 26,000 árabes fueron detenidos y 100,000 deportados por la fuerza. Seif Sharif Hamad, miembro del nuevo gobierno revolucionario de Zanzíbar, declaró que le habían informado que más de 13,000 personas —en su mayoría árabes— fueron asesinadas.Algunas fuentes calculan en alrededor de 20,000 el número de víctimas árabes.